# Эванс, Дональд
Дональд Луис Эванс (англ. Donald Louis Evans; 27 июля 1946, Хьюстон, Техас, США) — американский политический и государственный деятель; 34-й министр торговли США (20 января 2001 — 7 февраля 2005). Один из ближайших друзей Джорджа Буша-младшего.

## Биография
Дональд Эванс родился 27 июля 1946 года в Хьюстоне. Он учился в Техасском университете в Остине. В 1969 году получил степень бакалавра машиностроения, а в 1973 году — MBA. 
С 1985 года занимал должность президента энергетической компании Tom Brown, Inc. Участвовал в предвыборных кампаниях Буша на должность губернатора Техаса в 1994 и 1998 годах. Он был также председателем кампании Буша на президентских выборах в США в 2000 году. 
После выборов, Буш назначил Эванса министром торговли. Он работал в правительстве до конца первого президентского срока Буша.

## Личная жизнь
Женат, имеет двух дочерей, сына и трёх внуков.